# Anaxita martha
Anaxita martha là một loài bướm đêm thuộc phân họ Arctiinae, họ Erebidae.